# Élections générales britanniques de 2015 en Écosse
Des élections générales britanniques ont lieu le 7 mai 2015 pour élire la 56e législature du Parlement du Royaume-Uni. L'Écosse élit 59 des 650 députés.

## Sondages

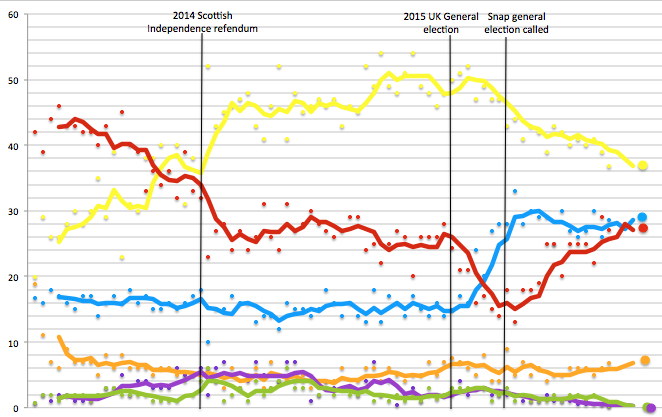
Sondages sur les élections en Écosse depuis 2010

| Date              | Institut          | SNP    | Trav.  | Con.   | LibDem | UKIP    | Green | Autres  | Avance  |
| ----------------- | ----------------- | ------ | ------ | ------ | ------ | ------- | ----- | ------- | ------- |
| Date              | Institut          |        |        |        |        |         |       |         | Avance  |
| 07.05.2015        | Résultats en 2015 | 50,0 % | 24,3 % | 14,9 % | 7,5 %  | 1,6 %   | 1,3 % | 0,3 %   | 25,7 %  |
| 04.05-06.05.2015  | YouGov            | 48 %   | 28 %   | 14 %   | 7 %    | 1 %     | 1 %   | 1 %     | 20 %    |
| 03.05-06.05.2015  | Survation         | 46 %   | 26 %   | 16 %   | 7 %    | 2 %     | 3 %   | 1 %     | 20 %    |
| 01.05-06.05.2015  | Panelbase         | 48 %   | 26 %   | 14 %   | 5 %    | 3 %     | 2 %   | 2 %     | 22 %    |
| 29.04-01.05.2015  | YouGov            | 49 %   | 26 %   | 15 %   | 7 %    | 2 %     | 1 %   | 0 %     | 23 %    |
| 22.04-27.04.2015  | Ipsos MORI        | 54 %   | 20 %   | 17 %   | 5 %    | 1 %     | 2 %   | 1 %     | 34 %    |
| 22.04-27.04.2015  | Survation         | 51 %   | 26 %   | 14 %   | 5 %    | 2 %     | 1 %   | < 0,5 % | 25 %    |
| 20.04-23.04.2015  | Panelbase         | 48 %   | 27 %   | 16 %   | 4 %    | 3 %     | 2 %   | < 0,5 % | 21 %    |
| 16.04-20.04.2015  | YouGov            | 49 %   | 25 %   | 17 %   | 5 %    | 3 %     | 1 %   | 0 %     | 24 %    |
| 01.04-19.04.2015  | TNS               | 54 %   | 22 %   | 13 %   | 6 %    | 2 %     | 2 %   | 0 %     | 32 %    |
| 08.04-09.04.2015  | YouGov            | 49 %   | 25 %   | 18 %   | 4 %    | 2 %     | 1 %   | 1 %     | 24 %    |
| 18.03-08.04.2015  | TNS               | 52 %   | 24 %   | 13 %   | 6 %    | < 0,5 % | 3 %   | 0 %     | 28 %    |
| 30.03-02.04.2015  | Panelbase         | 45 %   | 29 %   | 14 %   | 4 %    | 4 %     | 2 %   | < 0,5 % | 16 %    |
| 26.03-31.03.2015  | YouGov            | 46 %   | 29 %   | 16 %   | 3 %    | 2 %     | 2 %   | < 0,5 % | 17 %    |
| 13.03-19.03.2015  | ICM               | 43 %   | 27 %   | 14 %   | 6 %    | 7 %     | 3 %   | 1 %     | 16 %    |
| 12.03-17.03.2015  | Survation         | 47 %   | 26 %   | 16 %   | 4 %    | 4 %     | 2 %   | 1 %     | 21 %    |
| 10.03-12.03.2015  | YouGov            | 46 %   | 27 %   | 18 %   | 4 %    | 2 %     | 3 %   | 1 %     | 19 %    |
| 06.03-10.03.2015  | Survation         | 47 %   | 28 %   | 15 %   | 4 %    | 3 %     | 2 %   | 1 %     | 19 %    |
| 30.01-22.02.2015  | TNS               | 46 %   | 30 %   | 14 %   | 3 %    | 3 %     | 4 %   | 1 %     | 16 %    |
| 12.02-17.02.2015  | Survation         | 45 %   | 28 %   | 15 %   | 5 %    | 3 %     | 3 %   | 1 %     | 17 %    |
| 29.01-02.02.2015  | YouGov            | 48 %   | 27 %   | 15 %   | 4 %    | 4 %     | 3 %   | 1 %     | 21 %    |
| 14.01-02.02.2015  | TNS               | 41 %   | 31 %   | 16 %   | 4 %    | 2 %     | 6 %   | 1 %     | 10 %    |
| 12.01-19.01.2015  | Ipsos MORI        | 52 %   | 24 %   | 12 %   | 4 %    | 1 %     | 4 %   | 3 %     | 28 %    |
| 12.01-16.01.2015  | Survation         | 46 %   | 26 %   | 14 %   | 7 %    | 4 %     | 3 %   | 1 %     | 20 %    |
| 09.01-14.01.2015  | Panelbase         | 41 %   | 31 %   | 14 %   | 3 %    | 7 %     | 3 %   | 3 %     | 10 %    |
| 16.12-18.12.2014  | ICM               | 43 %   | 26 %   | 13 %   | 6 %    | 7 %     | 4 %   | 1 %     | 17 %    |
| 15.12-18.12.2014  | Survation         | 48 %   | 24 %   | 16 %   | 5 %    | 4 %     | 1 %   | 1 %     | 24 %    |
| 09.12-11.12.2014  | YouGov            | 47 %   | 27 %   | 16 %   | 3 %    | 3 %     | 3 %   | 1 %     | 20 %    |
| 06.11-13.11.2014  | Survation         | 46 %   | 24 %   | 17 %   | 6 %    | 5 %     | 2 %   | 1 %     | 22 %    |
| 30.10-04.11.2014  | Panelbase         | 45 %   | 28 %   | 15 %   | 3 %    | 7 %     | 1 %   | 1 %     | 17 %    |
| 27.10-30.10.2014  | YouGov            | 43 %   | 27 %   | 15 %   | 4 %    | 6 %     | 4 %   | 1 %     | 16 %    |
| 22.10-24.10.2014  | Ipsos Mori        | 52 %   | 23 %   | 10 %   | 6 %    | 2 %     | 6 %   | 1 %     | 29 %    |
| 29.09- 01.10.2014 | Panelbase         | 34 %   | 32 %   | 18 %   | 5 %    | 6 %     | 5 %   | 5 %     | 2 %     |
| 04.07-08.07.2014  | Survation         | 38 %   | 33 %   | 17 %   | 5 %    | 5 %     | 2 %   | < 1 %   | 5 %     |
| 25.06-26.06.2014  | YouGov            | 31 %   | 39 %   | 16 %   | 5 %    | 10 %    | 10 %  | 10 %    | 8 %     |
| 06.06-10.06.2014  | Survation         | 40 %   | 32 %   | 15 %   | 5 %    | 6 %     | 1 %   | 1 %     | 8 %     |
| 11.04-15.04.2014  | Survation         | 36 %   | 36 %   | 16 %   | 6 %    | 3 %     | 1 %   | 1 %     | égalité |
| 04.05-07.05.2014  | Survation         | 40 %   | 34 %   | 15 %   | 6 %    | 3 %     | 1 %   | 1 %     | 6 %     |
| 06.03-07.03.2014  | Survation         | 38 %   | 36 %   | 15 %   | 5 %    | 3 %     | 1 %   | 1 %     | 2 %     |
| 17.02-18.02.2014  | Survation         | 38 %   | 33 %   | 17 %   | 6 %    | 4 %     | 2 %   | 1 %     | 5 %     |
| 29.01-31.01.2014  | Survation         | 30 %   | 39 %   | 16 %   | 6 %    | 4 %     | 2 %   | 1 %     | 9 %     |
| 04.10-08.10.2013  | Lord Ashcroft     | 31 %   | 40 %   | 18 %   | 6 %    | 2 %     | 2 %   | 1 %     | 9 %     |
| 22.02-09.05.2013  | Lord Ashcroft     | 23 %   | 45 %   | 16 %   | 8 %    | 5 %     | 2 %   | < 1 %   | 22 %    |
| 17.10-28.10.2012  | Lord Ashcroft     | 39 %   | 33 %   | 17 %   | 6 %    | 7 %     | 7 %   | 7 %     | 6 %     |
| 17.07-20.07.2012  | YouGov            | 29 %   | 43 %   | 16 %   | 8 %    | 3 %     | 3 %   | 1 %     | 14 %    |
| 18.05-21.05.2012  | YouGov            | 35 %   | 40 %   | 14 %   | 5 %    | 6 %     | 6 %   | 6 %     | 5 %     |
| 22.02-24.02.2012  | YouGov            | 30 %   | 42 %   | 17 %   | 7 %    | 4 %     | 4 %   | 4 %     | 12 %    |
| 26.04-29.04.2011  | YouGov            | 28 %   | 42 %   | 17 %   | 7 %    | 1 %     | 2 %   | 2 %     | 14 %    |
| 19.04-21.04.2011  | YouGov            | 30 %   | 43 %   | 15 %   | 7 %    | 5 %     | 5 %   | 5 %     | 13 %    |
| 13.04-15.04.2011  | YouGov            | 28 %   | 43 %   | 16 %   | 9 %    | 5 %     | 5 %   | 5 %     | 15 %    |
| 25.03-28.03.2011  | YouGov            | 26 %   | 46 %   | 17 %   | 6 %    | 5 %     | 5 %   | 5 %     | 20 %    |
| 18.10-20.10.2010  | YouGov            | 26 %   | 44 %   | 18 %   | 7 %    | 5 %     | 5 %   | 5 %     | 18 %    |
| 31.08-03.09.2010  | YouGov            | 29 %   | 39 %   | 16 %   | 11 %   | 5 %     | 5 %   | 5 %     | 10 %    |
| 06.05.2010        | Résultats en 2010 | 19,9 % | 42,0 % | 16,7 % | 18,9 % | 0,7 %   | 0,7 % | 1,7 %   | 22,1 %  |

## Résultats
| Partis | Partis              | Voix      | Voix  | Voix       | Total des sièges | Total des sièges | Total des sièges |
| Partis | Partis              | Votes     | %     | +/−        | Sièges           | +/−              |                  |
| ------ | ------------------- | --------- | ----- | ---------- | ---------------- | ---------------- | ---------------- |
|        | SNP                 | 1 454 436 | 50,0  | 30,0       | 56 / 59          | 50               |                  |
|        | Travailliste        | 707 147   | 24,3  | 17,7       | 1 / 59           | 40               |                  |
|        | Conservateur        | 434 097   | 14,9  | 1,8        | 1 / 59           | stagnation       |                  |
|        | Libéraux-démocrates | 219 675   | 7,5   | 11,3       | 1 / 59           | 10               |                  |
|        | UKIP                | 47 078    | 1,6   | 0,9        | 0 / 59           | stagnation       |                  |
|        | Vert                | 39 205    | 1,3   | 0,7        | 0 / 59           | stagnation       |                  |
|        | TUSC                | 1 720     | 0,1   | 0,1        | 0 / 59           | stagnation       |                  |
|        | Autres              | 7 107     | 0,2   | 0,2        | 0 / 59           | stagnation       |                  |
| Total  | Total               | 2 910 465 | 100,0 | stagnation | 59 / 59          | stagnation       |                  |

## Députés élus
| Circonscription                             | Député sortant | Député sortant      | Député élu | Député élu           |
| ------------------------------------------- | -------------- | ------------------- | ---------- | -------------------- |
| Aberdeen North                              |                | Frank Doran         |            | Kirsty Blackman      |
| Aberdeen South                              |                | Anne Begg           |            | Callum McCaig        |
| Airdrie & Shotts                            |                | Pamela Nash         |            | Neil Gray            |
| Angus                                       |                | Mike Weir           |            | Mike Weir            |
| Argyll and Bute                             |                | Alan Reid           |            | Brendan O'Hara       |
| Ayr, Carrick and Cumnock                    |                | Sandra Osborne      |            | Corri Wilson         |
| Banff and Buchan                            |                | Eilidh Whiteford    |            | Eilidh Whiteford     |
| Berwickshire, Roxburgh and Selkirk          |                | Michael Moore       |            | Calum Kerr           |
| Caithness, Sutherland and Easter Ross       |                | John Thurso         |            | Paul Monaghan        |
| Central Ayrshire                            |                | Brian Donohoe       |            | Philippa Whitford    |
| Coatbridge, Chryston and Bellshill          |                | Tom Clarke          |            | Phil Boswell         |
| Cumbernauld, Kilsyth and Kirkintilloch East |                | Gregg McClymont     |            | Stuart McDonald      |
| Dumfries and Galloway                       |                | Russell Brown       |            | Richard Arkless      |
| Dumfriesshire, Clydesdale and Tweeddale     |                | David Mundell       |            | David Mundell        |
| Dundee East                                 |                | Stewart Hosie       |            | Stewart Hosie        |
| Dundee West                                 |                | Jim McGovern        |            | Chris Law            |
| Dunfermline and West Fife                   |                | Thomas Docherty     |            | Douglas Chapman      |
| East Dunbartonshire                         |                | Jo Swinson          |            | John Nicolson        |
| East Kilbride, Strathaven and Lesmahagow    |                | Michael McCann      |            | Lisa Cameron         |
| East Lothian                                |                | Fiona O'Donnell     |            | George Kerevan       |
| East Renfrewshire                           |                | Jim Murphy          |            | Kirsten Oswald       |
| Edinburgh East                              |                | Sheila Gilmore      |            | Tommy Sheppard       |
| Edinburgh North and Leith                   |                | Mark Lazarowicz     |            | Deidre Brock         |
| Edinburgh South                             |                | Ian Murray          |            | Ian Murray           |
| Edinburgh South West                        |                | Alistair Darling    |            | Joanna Cherry        |
| Edinburgh West                              |                | Michael Crockart    |            | Michelle Thomson     |
| Falkirk                                     |                | Eric Joyce          |            | John McNally         |
| Glasgow Central                             |                | Anas Sarwar         |            | Alison Thewliss      |
| Glasgow East                                |                | Margaret Curran     |            | Natalie McGarry      |
| Glasgow North                               |                | Ann McKechin        |            | Patrick Grady        |
| Glasgow North East                          |                | Willie Bain         |            | Anne McLaughlin      |
| Glasgow North West                          |                | John Robertson      |            | Carol Monaghan       |
| Glasgow South                               |                | Tom Harris          |            | Stewart McDonald     |
| Glasgow South West                          |                | Ian Davidson        |            | Chris Stephens       |
| Glenrothes                                  |                | Lindsay Roy         |            | Peter Grant          |
| Gordon                                      |                | Malcolm Bruce       |            | Alex Salmond         |
| Inverclyde                                  |                | Iain McKenzie       |            | Ronnie Cowan         |
| Inverness, Nairn, Badenoch and Strathspey   |                | Danny Alexander     |            | Drew Hendry          |
| Kilmarnock and Loudoun                      |                | Cathy Jamieson      |            | Alan Brown           |
| Kirkcaldy and Cowdenbeath                   |                | Gordon Brown        |            | Roger Mullin         |
| Lanark and Hamilton East                    |                | Jimmy Hood          |            | Angela Crawley       |
| Linlithgow and East Falkirk                 |                | Michael Connarty    |            | Martyn Day           |
| Livingston                                  |                | Graeme Morrice      |            | Hannah Bardell       |
| Midlothian                                  |                | David Hamilton      |            | Owen Thompson        |
| Moray                                       |                | Angus Robertson     |            | Angus Robertson      |
| Motherwell and Wishaw                       |                | Frank Roy           |            | Marion Fellows       |
| Na h-Eileanan an Iar                        |                | Angus MacNeil       |            | Angus MacNeil        |
| North Ayrshire and Arran                    |                | Katy Clark          |            | Patricia Gibson      |
| North East Fife                             |                | Menzies Campbell    |            | Stephen Gethins      |
| Ochil and South Perthshire                  |                | Gordon Banks        |            | Tasmina Ahmed-Sheikh |
| Orkney and Shetland                         |                | Alistair Carmichael |            | Alistair Carmichael  |
| Paisley and Renfrewshire North              |                | James Sheridan      |            | Gavin Newlands       |
| Paisley and Renfrewshire South              |                | Douglas Alexander   |            | Mhairi Black         |
| Perth and North Perthshire                  |                | Pete Wishart        |            | Pete Wishart         |
| Ross, Skye & Lochaber                       |                | Charles Kennedy     |            | Ian Blackford        |
| Rutherglen and Hamilton West                |                | Tom Greatrex        |            | Margaret Ferrier     |
| Stirling                                    |                | Anne McGuire        |            | Steven Paterson      |
| West Aberdeenshire and Kincardine           |                | Robert Smith        |            | Stuart Donaldson     |
| West Dunbartonshire                         |                | Gemma Doyle         |            | Martin Docherty      |